# Semana de Arte Moderna
A Semana de Arte Moderna, também chamada de Semana de 22, foi um evento cultural que ocorreu no Theatro Municipal de São Paulo de 13 a 17 de fevereiro de 1922. Contou com exposição de pinturas, esculturas e maquetes arquitetônicas, além de conferências e concertos nas noites dos dias 13, 15 e 17. Foi financiada principalmente por membros da elite paulista que haviam enriquecido com a produção cafeeira. 
Os participantes da Semana almejavam uma renovação cultural no Brasil por meio de novas técnicas na pintura, literatura, arquitetura, escultura e música. Influenciados pelas vanguardas europeias, defendiam a liberdade criativa e a experimentação, que eram limitadas pelas tendências artísticas da época, como as regras métricas do Parnasianismo, o método acadêmico nas artes visuais e a reprodução realística do mundo do Naturalismo. Além disso, propunham criar uma arte afinada com a realidade brasileira.
Na época de sua realização teve um impacto pequeno e bastante localizado, mas influenciou o início da chamada fase heroica do modernismo, e ideias trabalhadas de forma incipiente no evento foram aprofundadas ao longo da década de 1920, tendo como efeito a criação de grupos como a Antropofagia e o Verde-Amarelismo. Depois da morte de Mário de Andrade em 1945, iniciou-se um movimento de recuperação do seu legado, passando a ser então supervalorizada e apontada como o marco zero do modernismo nacional, e identificando São Paulo como o centro irradiador de todas as mudanças.
Essa visão passou a ser criticada recentemente por estudiosos da literatura, que ressaltam se tratar de um evento da elite para a elite e que desconsiderava personalidades ligadas à renovação anteriores à Semana de 22, tais como Benjamim Costallat, Agrippino Grieco, João do Rio, Pixinguinha, Donga e João da Baiana. A Semana ainda é considerada um momento importante, não perdeu sua qualidade como um dos principais marcos do modernismo brasileiro, mas não foi o único e nem o primeiro, e precisa ser avaliada contra um contexto mais amplo, complexo e nuançado do que aquele que foi consagrado na historiografia tradicional.

## Contexto histórico

### São Paulo no início da República
A expansão da produção cafeeira na região do oeste paulista tornou São Paulo o principal estado produtor de café a partir de 1889, quando ultrapassou o Rio de Janeiro. O crescimento econômico permitiu que os grande cafeicultores paulistas exercessem maior influência na política nacional. Com o objetivo de fazer o Governo Federal atender aos seus interesses, as oligarquias de São Paulo se aliaram às de Minas Gerais, estado com maior eleitorado do país até 1930, estabelecendo a política dos governadores e a política do café com leite, o que permitiu o revezamento dos mandatos presidenciais entre políticos paulistas e mineiros.
Com o lucro proveniente das exportações do café, a elite paulista fazia investimentos necessários aos negócios, como a criação de ferrovias, docas, bancos, sociedades comerciais e máquinas, o que contribuiu para o processo de industrialização da cidade, outra característica marcante da São Paulo nas primeiras décadas do século XX. Além dos lucros do café, outro fator que contribuiu para a industrialização da cidade foi o aumento da imigração estrangeira. Enquanto a população nativa era analfabeta e acostumada ao trabalho escravo, que só foi abolido em 1889, os imigrantes frequentemente eram alfabetizado e eram dotados de habilidades técnicas e manuais que desenvolveram trabalhando em seus países de origem, característica que os tornou a mão de obra mais adequada para o trabalho nas indústrias paulistas.

### A influência das Vanguardas
As primeiras décadas do século XX na Europa foram marcadas pela criação de correntes de pensamentos sobre a arte que mudariam e moldariam o meio intelectual e artístico nas décadas seguintes. As vanguardas europeias foram movimentos que propunham formas inéditas de se fazer arte, propondo uma ruptura com temas e técnicas utilizadas anteriormente. O primeiro desses movimentos, o Futurismo, iniciou-se com a publicação do Manifesto Futurista em 1909, o que influenciou todos os outros movimentos posteriores, tais como o Expressionismo, o Cubismo, o Dadaísmo e o Surrealismo.

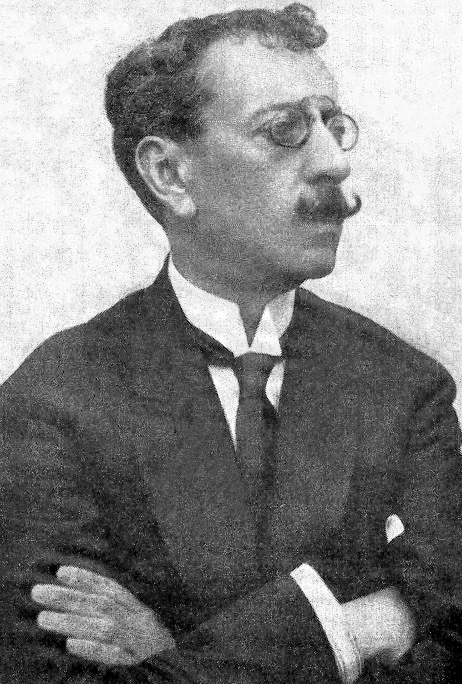
Olavo Bilac, principal figura do Parnasianismo brasileiro.

Em meados de 1880 surge no Brasil o Parnasianismo, uma escola literária que cujas principais características são descrições com pouco sentimentalismo, ao contrário do Romantismo, falta de interesse por questões políticas, poesias com dez sílabas por verso, purismo gramatical, rebuscamento da linguagem e o retorno aos clássicos. O Simbolismo foi outro movimento literário que coexistiu com o Parnasianismo, embora com menos adesão. Ainda que tenha incorporado algumas características do Parnasianismo, o Simbolismo se difere pela imprecisão dos significados, a falta de rigidez dos versos ao utilizar versos livres e a adoção de um vocabulário místico.
Até o fim da década de 1910, o Parnasianismo, o Simbolismo e o Penumbrismo se mantiveram no gosto médio do brasileiro, cuja manutenção também se dava pelo apoio da Academia Brasileira de Letras. Mas havia pessoas que tiveram contato com os movimentos de vanguarda europeias que encaravam a poesia parnasiana ou a pintura acadêmica como antiquadas. Quando voltou da Europa em 1912, Oswald de Andrade já tinha conhecido o Manifesto Futurista e os versos livres de Paul Fort; Manuel Bandeira teve contato com o poeta dadaísta Paul Éluard e voltou para o Brasil marcado pelo neossimbolismo; e Ronald Carvalho ajudou a fundar a revista portuguesa Orfeu, que divulgava poesias de Fernando Pessoa e Sá Carneiro.

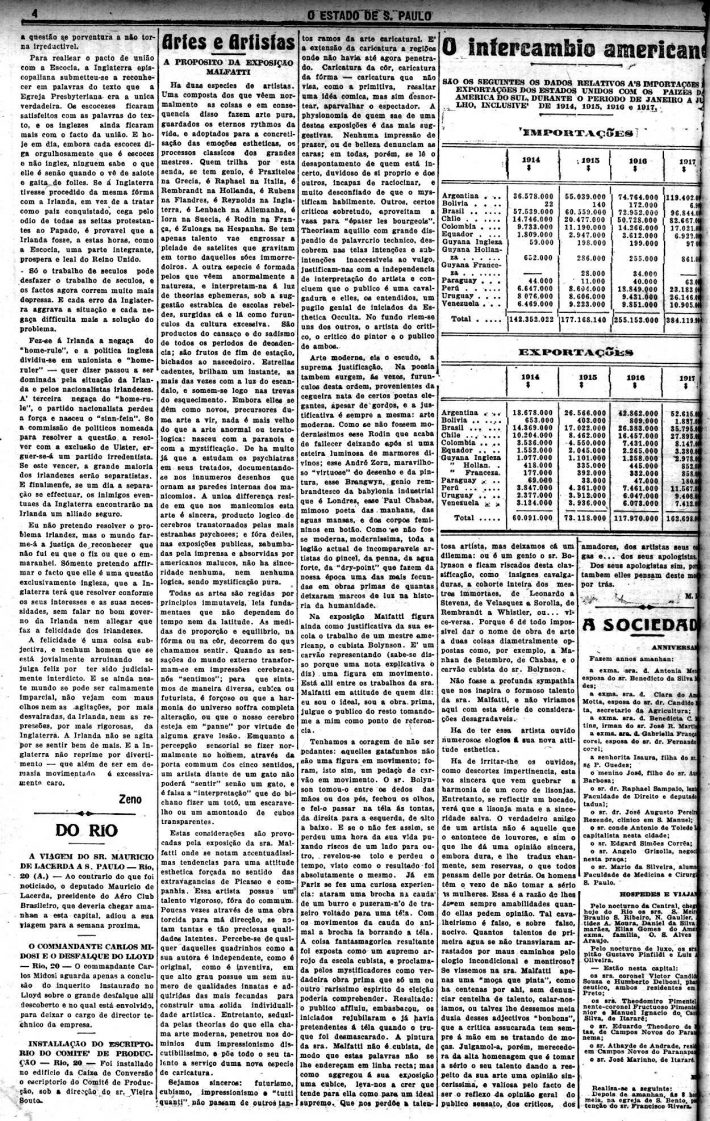
Artigo escrito por Monteiro Lobato sobre a exposição de Anita Malfatti.

A reação do meio intelectual às novidades trazidas futuros modernistas não foi acolhedora. Em 1917, a pintora Anita Malfatti voltou ao Brasil após um período de estudos nos Estados Unidos e promoveu uma exposição de suas pinturas em estilo expressionista. O Correio Paulistano, um jornal que futuramente apoiaria os modernistas, noticia a exposição ressaltando a inovação dos métodos clássicos e o fato de suas pinturas serem o que há de mais atual nos "meios culturais". No entanto, a resposta mais crítica foi publicada no dia 20 de dezembro do mesmo ano em O Estado de São Paulo. No artigo intitulado A Propósito da Exposição Malfatti, o prestigiado escritor Monteiro Lobato teceu duras críticas à pintora e às suas pretensões de ser "modernista", o que a afastava da arte tradicional. Oswald de Andrade e Menotti del Picchia a defenderam publicamente, enquanto Mário de Andrade demonstrou apoio comprando um quadro que gostou, O homem amarelo.

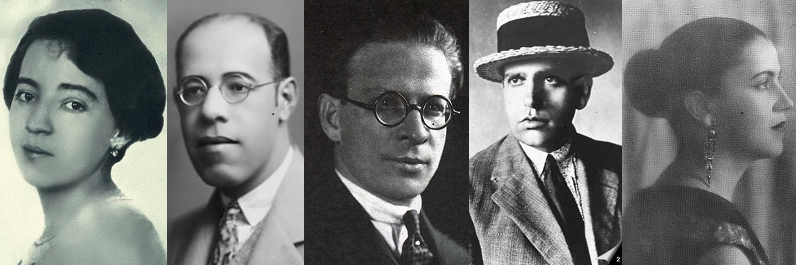
Grupo dos Cincos, umas das principais figuras da fase heroica do modernismo brasileiro.

No biênio 1920-21, o grupo que posteriormente seria conhecido como modernista se tornou mais coeso. Apesar da diversidade de ideias, todos concordavam na necessidade de propor uma renovação cultural no país baseada na liberdade criativa do artista ou do escritor e na necessidade de se pensar uma arte autenticamente brasileira, o que significava pensar qual era a identidade brasileira. Parte dessa proposta tinha raízes na agitação nacional que ocorria no início da década de 1920 em razão da comemoração do Centenário da Independência em 1922. O sentimento nacionalista da época estava associado ao antilusitanismo derivado da presença portuguesa no comércio, indústria, imprensa e literatura. Por mais que não partilhassem das ideias antilusitanas, os fatores sociais e políticos também afetaram os modernistas na elaboração da crítica estética. Na literatura, a crítica modernista se pautava na ruptura com a forma tradicionais de expressão e no purismo da gramática, trazendo como alternativa a validação da forma falada da língua principalmente nas camadas populares da sociedade. Assim, com o propósito de diferenciar o português europeu do brasileiro, os modernistas acabaram por contribuir com a política antilusitana.

## Preparação da Semana

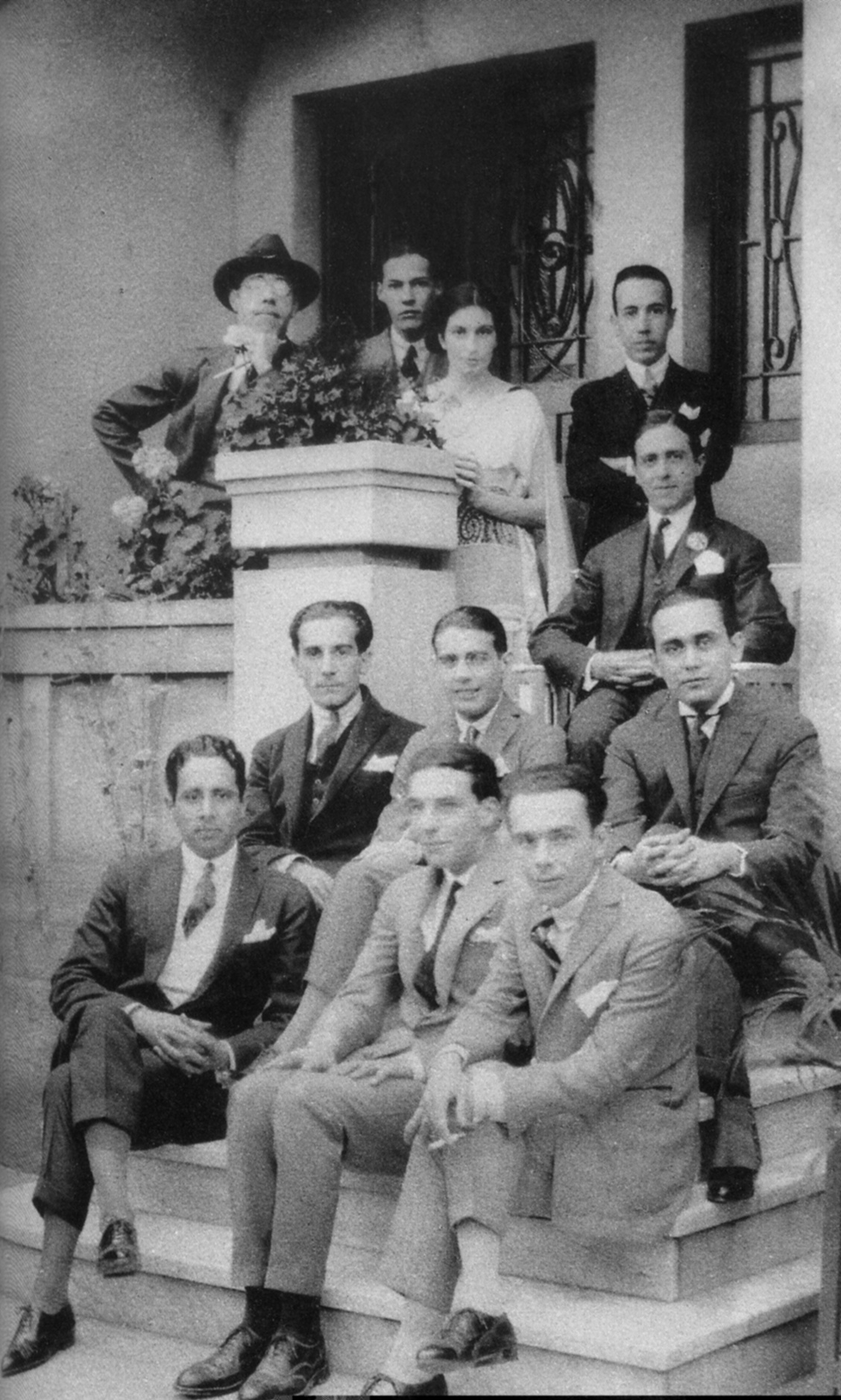
Mário de Andrade (primeiro à esquerda, no alto), Rubens Borba de Moraes (sentado, segundo da esquerda para a direita) e outros modernistas em 1922, como Tácito de Almeida, Guilherme de Almeida e Yan de Almeida Prado

O Correio Paulistano e O Estado de São Paulo atribuiu a autoria da ideia da criação da Semana de Arte Moderna a Graça Aranha, porém é mais provável que a iniciativa tenha surgido de Emiliano Di Cavalcanti após ouvir Marinette Prado recordando-se do festival cultural que ocorrera em Deauville, a Semaine de Fêtes. Junto de Guilherme de Almeida, Menotti del Picchia e Rubens Borba de Moraes, o grupo cogitou realizar na livraria Jacinto Silva uma exposição de quadros de vanguarda com conferências didáticas, almejando abrir caminhos para novas experiências modernistas. Apenas dias depois, quando Oswald de Andrade, Menotti, Di Cavalcanti e Brecheret se reuniram com Paulo Prado num salão do Automóvel Clube, que começou-se a planejar a concretização do evento, tendo o Theatro Municipal como espaço mais adequado.
A escolha do ano de 1922 para a realização do evento foi uma tentativa de tornar a comemoração do Centenário da Independência do Brasil em manifesto de emancipação artística. Assim sendo, em 1921, O grupo estabeleceu contato com empresários com prestígio na sociedade para patrocinar o evento, tais como Antônio Prado Júnior, Armando Penteado, José Carlos de Macedo Soares, Olívia Guedes Penteado e Oscar Rodrigues Alves. Em seguida, buscou-se René Thiollier, da direção do Jornal do Commercio, que se encarregou de entrar em contato com o administrador do Theatro Municipal para fazer a reserva nos dias de 11 a 17 de fevereiro. Dentre todos os nomes da elite cafeeira paulista que ajudaram a financiar o evento, Paulo Prado é o que se destaca, principalmente por ter influenciado outros investidores a contribuírem para a realização da Semana.

## A Semana

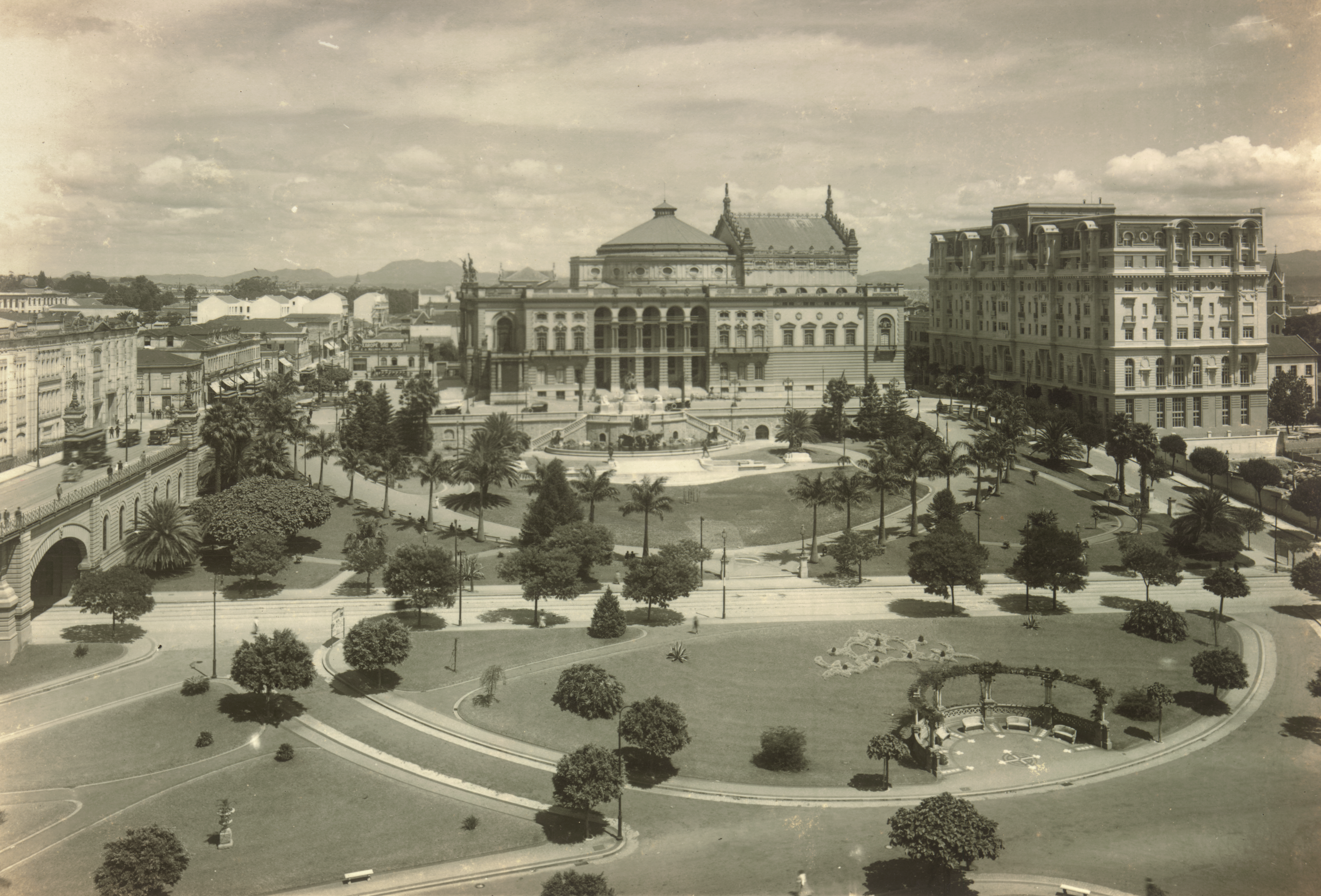
O Theatro Municipal de São Paulo no início da década de 1920.

O festival ocorreu entre os dias 13 e 17 de fevereiro no saguão do Teatro Municipal de São Paulo com a exposição de cerca de 100 obras, que era aberta ao público. No período da noite, também ocorriam três sessões lítero-musicais noturnas. A programação musical foi apresentada pela pianista Guiomar Novaes (1894-1979) e por Ernani Braga (1888-1948), que interpretaram composições de Heitor Villa-Lobos (1887-1959) e do francês Debussy (1862-1918).
Participaram da Semana de Artes Moderna artistas dos mais variados segmentos. Entre os pintores, estavam nomes como Anita Malfatti (1889-1964), Di Cavalcanti (1897-1976), John Graz (1891-1980), Ferrignac (1892-1958), Zina Aita (1900-1967), Vicente do Rego Monteiro (1899-1970), Yan de Almeida Prado (1898-1987) e Antônio Paim Vieira (1895-1988).
Também participaram escultores, como Victor Brecheret (1894-1955), Wilhelm Haarberg (1891-1986) e Hildegardo Leão Veloso (1899-1966), arquitetos, como Antônio Garcia Moya (1891-1949) e Georg Przyrembel (1885-1956), e escritores, como Graça Aranha (1868-1931), Guilherme de Almeida (1890-1969), Mário de Andrade (1893-1945), Menotti Del Picchia (1892-1988), Oswald de Andrade (1890-1954), Renato de Almeida, Ronald de Carvalho (1893-1935), Tácito de Almeida (1889-1940) e Manuel Bandeira (1884-1968).

O intelectual Rubens Borba de Moraes, que ajudou a organizar o evento, ficou doente e dele não participou.

Capa do catálogo da exposição de arte da Semana de Arte Moderna, organizada por Mário de Andrade e Grupo dos Cinco. A ilustração é de Emiliano di Cavalcanti.

### 13 de fevereiro

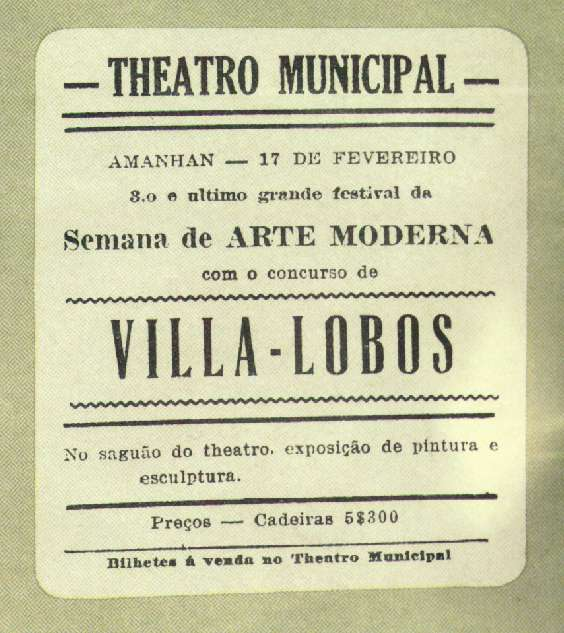
Cartaz anunciando o último dia da semana

Abertura oficial do evento. Espalhadas pelo saguão do Teatro Municipal de São Paulo, várias pinturas e esculturas provocam reações de espanto e repúdio por parte do público. O espetáculo tem início com a confusa conferência de Graça Aranha, intitulada "A emoção estética da Arte Moderna".

### 15 de fevereiro
Guiomar Novaes era para ser a grande atração da noite. Contra a vontade dos demais artistas modernistas, aproveitou um intervalo do espetáculo para tocar alguns clássicos consagrados, iniciativa aplaudida pelo público. Mas a atração da noite foi a palestra de Menotti del Picchia sobre a arte estética. Menotti apresenta os novos escritores dos novos tempos e surgem vaias e barulhos diversos (miados, latidos, grunhidos, relinchos…) que se alternam e confundem com aplausos. Oswald de Andrade foi outro escritor que teve dificuldades para ler um fragmento de seu romance Os Condenados em função das vaias. Segundo Haroldo Lívio, o poeta Agenor Fernandes Barbosa foi o único participante aplaudido pelo público no segundo dia do evento.
Quando Ronald de Carvalho lê o poema intitulado Os Sapos de Manuel Bandeira (poema criticando abertamente o parnasianismo e seus adeptos), o público faz coro atrapalhando a leitura do texto.

### 17 de fevereiro
O dia mais tranquilo da semana, apresentações musicais de Heitor Villa-Lobos, com participação de vários músicos. O público em número reduzido, portava-se com mais respeito, até que Villa-Lobos entra de casaca, mas com um pé calçado com um sapato, e outro com chinelo; o público interpreta a atitude como futurista e desrespeitosa e vaia o artista impiedosamente. Mais tarde, o maestro explicaria que não se tratava de modismo e, sim, de um calo inflamado.

## Reações conservadoras
Na época, boa parte da mídia reagiu de forma conservadora ao Movimento da Semana de Arte de 1922 referindo-se aos vanguardistas como "subversores da arte", "espíritos cretinos e débeis" ou "futuristas endiabrados". A exceção foi o jornal Correio Paulistano, que, com o consentimento do governador de São Paulo Washington Luís, apoiou os lançamentos e críticas do movimento.

## Legado
Os trabalhos expostos na Semana de Arte Moderna foram um esboço de reflexões que amadureceram no decorrer da década de 1920, como o combate ao Romantismo, ao Indianismo, ao Realismo, ao Parnasianismo, à métrica e o soneto, além de exaltar e propor uma recepção crítica dos postulados estéticos das vanguardas europeias, adaptando-os à realidade brasileira. Seus dois ideólogos principais, Mário de Andrade e Oswald de Andrade, defendiam a negação de todo "passadismo" e clamam por liberdade de expressão e pela deposição dos temas tradicionalistas e importados do exterior, mas já naquela época alguns críticos do movimento, como Ângelo Guido, identificaram muitos elementos alienígenas na base da sua ideologia, como o cubismo, o futurismo, o ultraísmo e o dadaísmo, que tinham origem europeia.
A Semana não teve muita importância em sua época e levou anos para ganhar valor histórico, projetando-se ideologicamente ao longo do século. Por falta de uma ideologia comum a todos os seus participantes, dividiu-se em vários movimentos bastante distintos, todos se declarando herdeiros do movimento. Entre os movimentos que surgiram na década de 1920 estão o Movimento Pau-Brasil, o Movimento Verde-Amarelo e o Movimento Antropofágico. A principal forma de divulgação dessas novas ideias era por meio de revistas, como a Klaxon e a Revista de Antropofagia.

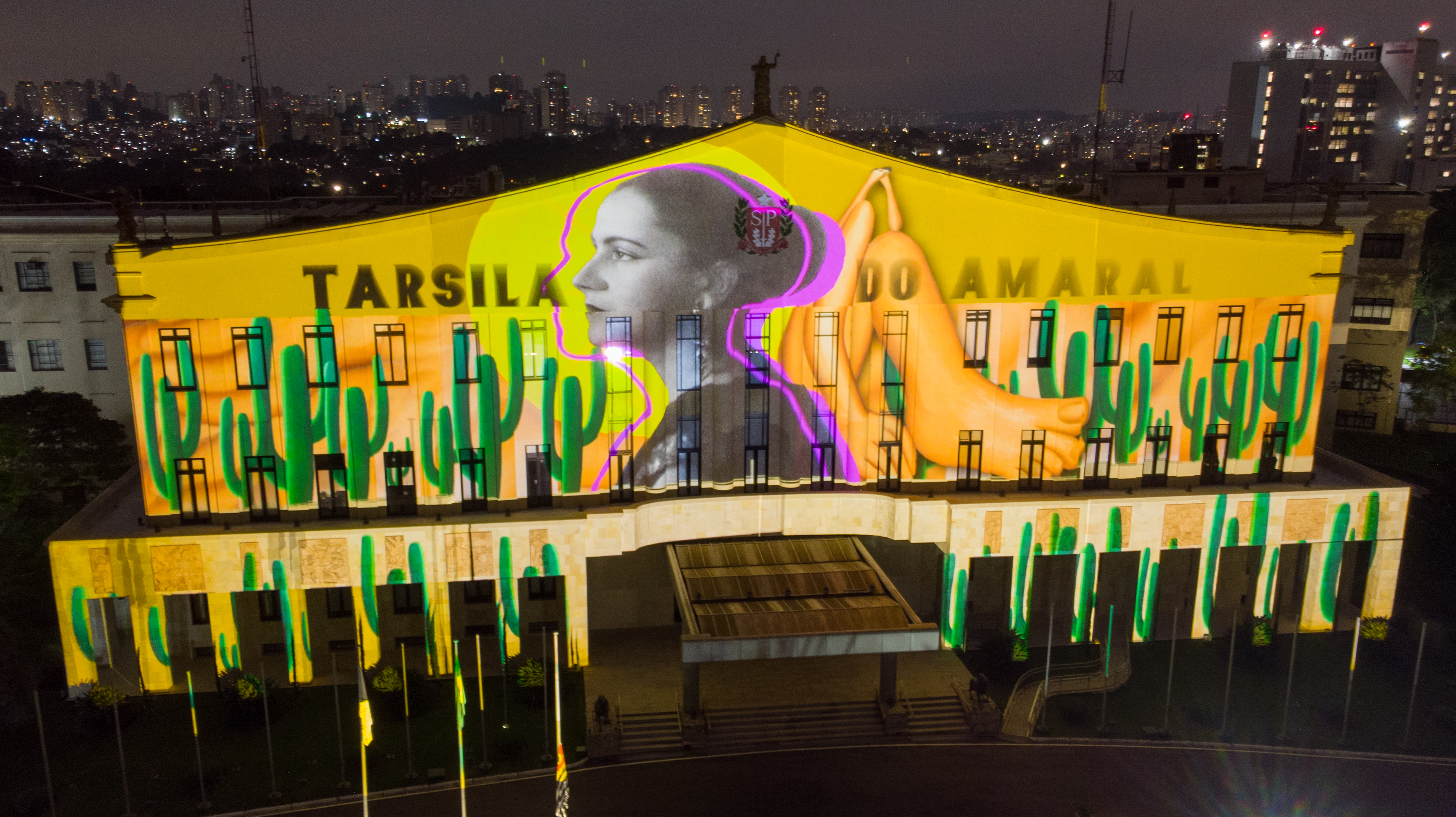
Palácio dos Bandeirantes, em São Paulo, iluminado com projeções de obras de arte em comemoração aos 100 anos da Semana de Arte Moderna

O eco da Semana de 22 frutificou na segunda metade do século XX, como o tropicalismo na música, a geração da Lira Paulista no teatro na década de 1970 (que introduziu Arrigo Barnabé e Itamar Assumpção, entre outros) e o cinema de Glauber Rocha. A Bossa Nova também deve muito aos modernistas, por sua particular interpretação do movimento antropofágico, traduzindo a influência da música popular estadunidense para a linguagem brasileira do samba ou do baião.
Após a morte de Mário de Andrade em 1945 a Semana passou a ser considerada como o momento de fundação de um universo de pensamento todo novo e genuinamente brasileiro. Desde então a Semana foi canonizada e incensada na história da cultura brasileira, colocando-se São Paulo como o protagonista da renovação. Essa visão mítica, magnificada e acrítica do evento vem sendo revista em anos recentes, localizando outros pontos do país onde os princípios modernistas estavam sendo cultivados ao mesmo tempo; derrubando a visão monolítica do que vinha sendo descrito como o primeiro modernismo, revelando uma diversidade de ideias e propostas diferentes e não raro antagônicas; constatando que o conceito de "brasilidade" defendido pelos participantes da Semana continha, de fato, uma pletora de influências estrangeiras, e que a suposta ruptura com o passado não foi assim tão radical como o pretendido, sendo em parte herdeira de movimentos de renovação anteriores. Para o pesquisador Tarcízio Macedo, "gradativamente, as revisões da historiografia sobre os modernismos brasileiros mostram que a Semana de 1922 não ilustra nem o princípio muito menos o apogeu de uma renovação que cruzou décadas e até hoje suscita ecos. Cada lugar tem o seu quadro e o importante é observar justamente a riqueza e a diversidade dos modernismos no Brasil".
Nas comemorações do centenário da Semana em 2022, vários eventos, mostras, publicações e seminários foram organizados, tentando formar uma visão mais exata sobre como se formou e o que representou o movimento no contexto histórico e identificar as distorções da historiografia tradicional. É um exemplo a exposição Raio-que-o-parta: ficções do moderno no Brasil, inaugurada no dia 16 de fevereiro no SESC 24 de Maio, em São Paulo. A mostra teve sete curadores de várias regiões do país e apresentou cerca de 600 obras de 200 artistas, muitas delas pouco conhecidas. A proposta do curador geral Raphael Fonseca foi ir além da década de 1920 e questionar o protagonismo que a história da arte atribuiu a São Paulo.